# Александар Закатов
Александар Николајевич Закатов (рус. Александр Николаевич Закатов, Москва, 19. јул 1972) је руски историчар, архивиста и публициста, кандидат историјских наука (ниже академско звање од доктора наука), доцент Московског државног универзитета геодезије и картографије, члан Научног савета Руске академије наука за изучавање и чување културног и природног наслеђа, члан Савеза писаца Русије и Руског савеза писаца.
Обавља дужности личног секретара Императорског дома Романових и директора Канцеларије старешине Руског императорског дома велике кнегиње Марије Владимировне.

## Биографија

### Образовање и академска каријера
Александар Николајевич Закатов је рођен 19. јула 1972. године у Москви. Дипломирао је 1995. године на Московском историјско-архивистичком институту (рус. Московский историко-архивный институт) Руског државног хуманистичког универзитета (рус. Российского государственного гуманитарного университета), где је 1998. године завршио и постдипломске студије, када је одбранио дисертацију „Архиви Руског царског дома после Фебруарске револуције 1917: проблеми реконструкције, описа и употребе“ и стекао академско звање кандидата историјских наука.
Од 1. фебруара 2001. године предаје као на катедри историје Отачества, државе и права Московског државног универзитета геодезије и картографије. У звање доцента је изабран 2005. године.
Изабран је за члана Научног савета Руске академије наука за изучавање и чување културног и природног наслеђа 2003. године.
Између 2009. и 2012. године је био члан Академског већа Руског државног трговачко-економског универзитета у Москви.
У чланство Савеза писаца Русије је примљен 2010. године, а у чланство Руског савеза писаца 2015. године.
Члан је Императорског православног палестинског друштва (рус. Императорское православное палестинское общество) и Међународне словенске академије наука, образовања и културе.

### Делатност у руском монархистичком покрету
У монархистичком (легитимистичком) покрету у Русији је активан од 1987. године. Током 1990. и 1991. године, уочи распада Совјетског савеза, издавао је верско-монархистички часопис "Престо". Између 1992. и 1997. године је био главни уредник листа "Живот за цара".
Био је генерални секретар Руског хришћанско-монархистичког савеза (1993-1997) и представник Европске монархистичке асоцијације из Мадрида у Русији (1994-1997).
Од 1. марта 1997. године је члан Комитета за организацију и спровођење заклетве Государу наследнику царевићу и великом кнезу Георгију Михајловичу.
Указом велике кнегиње Марије Владимировне од 13. септембра 1997. године, обавља дужност личног секретара Императорског дома Романових. Од 19. децембра 2002. године, налази се и на месту директора Канцеларије старешине Императорског дома Романових велике кнегиње Марије Владимировне.
Члан је Управног одбора Императорског Фонда за истраживање онколошких обољења од 2014. године.

## Награде и признања
- Јубиларна медаља „300 година Руске флоте“ (1996)
- Медаља „Спомен 850 година Москве“ (1997)
- Орден Светог благоверног кнеза Данила Московског (2001)
- Орден за заслуге (Придњестровска Молдавска Република,1997)
- Почасна грамата Министарства културе Руске Федерације (2011)